# Himalagrion pithoragarhicum
Himalagrion pithoragarhicum är en trollsländeart som beskrevs av Sahni 1964. Himalagrion pithoragarhicum ingår i släktet Himalagrion och familjen dammflicksländor. Inga underarter finns listade i Catalogue of Life.